# Scottish Masters
Scottish Masters – nierankingowy turniej snookerowy rozgrywany w latach 1981–2002 (oprócz roku 1988) w Szkocji. Najwięcej zwycięstw w tej imprezie posiadają Stephen Hendry, Steve Davis i Ronnie O’Sullivan, którzy wygrywali ten turniej trzykrotnie.

## Wyniki finałów
| Rok                     | Zwycięzca               | Przeciwnik              | Wynik                   | Sezon                   |
| Lang’s Scottish Masters | Lang’s Scottish Masters | Lang’s Scottish Masters | Lang’s Scottish Masters | Lang’s Scottish Masters |
| ----------------------- | ----------------------- | ----------------------- | ----------------------- | ----------------------- |
| 1981                    | Jimmy White             | Cliff Thorburn          | 9 – 4                   | 1981/82                 |
| 1982                    | Steve Davis             | Alex Higgins            | 9 – 4                   | 1982/83                 |
| 1983                    | Steve Davis             | Tony Knowles            | 9 – 6                   | 1983/84                 |
| 1984                    | Steve Davis             | Jimmy White             | 9 – 4                   | 1984/85                 |
| 1985                    | Cliff Thorburn          | Willie Thorne           | 9 – 7                   | 1985/86                 |
| 1986                    | Cliff Thorburn          | Alex Higgins            | 9 – 8                   | 1986/87                 |
| 1987                    | Joe Johnson             | Terry Griffiths         | 9 – 7                   | 1987/88                 |
| Regal Scottish Masters  |                         |                         |                         |                         |
| 1989                    | Stephen Hendry          | Terry Griffiths         | 10 – 1                  | 1989/90                 |
| 1990                    | Stephen Hendry          | Terry Griffiths         | 10 – 6                  | 1990/91                 |
| 1991                    | Mike Hallett            | Steve Davis             | 10 – 6                  | 1991/92                 |
| 1992                    | Neal Foulds             | Gary Wilkinson          | 10 – 8                  | 1992/93                 |
| 1993                    | Ken Doherty             | Alan McManus            | 10 – 9                  | 1993/94                 |
| 1994                    | Ken Doherty             | Stephen Hendry          | 9 – 7                   | 1994/95                 |
| 1995                    | Stephen Hendry          | Peter Ebdon             | 9 – 5                   | 1995/96                 |
| 1996                    | Peter Ebdon             | Alan McManus            | 9 – 6                   | 1996/97                 |
| 1997                    | Nigel Bond              | Alan McManus            | 9 – 8                   | 1997/98                 |
| 1998                    | Ronnie O’Sullivan       | John Higgins            | 9 – 7                   | 1998/99                 |
| 1999                    | Matthew Stevens         | John Higgins            | 9 – 7                   | 1999/00                 |
| 2000                    | Ronnie O’Sullivan       | Stephen Hendry          | 9 – 6                   | 2000/01                 |
| 2001                    | John Higgins            | Ronnie O’Sullivan       | 9 – 6                   | 2001/02                 |
| 2002                    | Ronnie O’Sullivan       | John Higgins            | 9 – 4                   | 2002/03                 |